# 埃格小油鯰
埃格小油鯰，為輻鰭魚綱鯰形目鼬鯰科的其中一種，為熱帶淡水魚，分布於南美洲巴西Paraíba do Sul河流域，體長可達9.4公分，棲息在底層水域，生活習性不明。

## 扩展阅读
維基物種上的相關：埃格小油鯰